# Mary Lawlor
Mary Lawlor (Irlanda, 1952), é a Relatora Especial das Nações Unidas sobre a situação de Defensores e Defensoras de Direitos Humanos, desde maio de 2020. Fundadora e ex-Diretora-executiva da organização Front Line Defenders e ex-Diretora da Anistia Internacional na Irlanda.

## Biografia

### Infância e Educação
Lawlor nasceu em 1952 na Irlanda e cresceu em Kilmacud, um subúrbio de Dublin, é a segunda de sete irmãs.
Após alguns anos como vendedora de enciclopédia e professora de jardim de infância, Lawlor concentrou sua carreira profissional na proteção dos defensores dos direitos humanos. Possui diploma de Bachelor of Arts em Filosofia e Psicologia pela University College Dublin e de pós-graduação em Metodologia Montessori e Gestão de Pessoas.

### Carreira
Juntou-se à equipe da Anistia Internacional na Irlanda, depois de se encontrar com o ativista e político irlandês Seán MacBride. Em 1975, tornou-se membro de seu Conselho de Administração e foi eleita Presidente desse Conselho entre os anos de 1983 a 1987. Em 1988, foi nomeada para o cargo de Diretora da Anistia Internacional na Irlanda, cargo que ocupou até os anos 2000.
No ano seguinte, fundou a organização internacional Front Line Defenders para a proteção dos defensores dos direitos humanos, onde foi Diretora-executiva até 2016.
Lawlor ajudou na elaboração das diretrizes da União Europeia para a proteção dos defensores dos direitos humanos, aprovadas pelo Conselho da União Europeia em junho de 2004.
Foi nomeada em março de 2020, para o cargo de Relatora Especial da ONU sobre a situação de Defensores e Defensoras de Direitos Humanos, por um período de 3 anos, a partir de 1º de maio de 2020, em lugar do ativista Michel Forst.
Além das Nações Unidas, Lawlor atua como professora adjunta de Negócios e Direitos Humanos na Trinity College Dublin, é associada ao Fundo Norueguês para os Direitos Humanos, faz parte do Conselho Consultivo do Centro de Ética na Vida Pública da Escola de Filosofia da University College Dublin e compõe o Irish Council for Civil Liberties, uma organização sem fins lucrativos dedicada a apoiar as liberdades civis e os direitos humanos na Irlanda.

## Prêmios e reconhecimentos
- Prêmio Irish Life WMB Social Entrepreneur of the Year, em 2008.[9]
- Prêmio Irish Tatler Woman of the Year Special Recognition, em 2011.[9]
- Prêmio da Ordem Nacional da Legião de Honra, em 2014, maior honra que pode ser concedida pelo governo francês, por seu trabalho com os direitos humanos.[6]
- Diploma honorário em Direito pela Trinity College Dublin, em 2014.[9]
- Prêmio Franco-German for Human Rights and the Rule of Law, em 2016.[9]
- Doctor Honoris Causa em Direito pela University College Dublin, em 2017.[9]
- Prêmio Dóchas lifetime achievement, em 2019.[9]